# キャロライン・シューメーカー

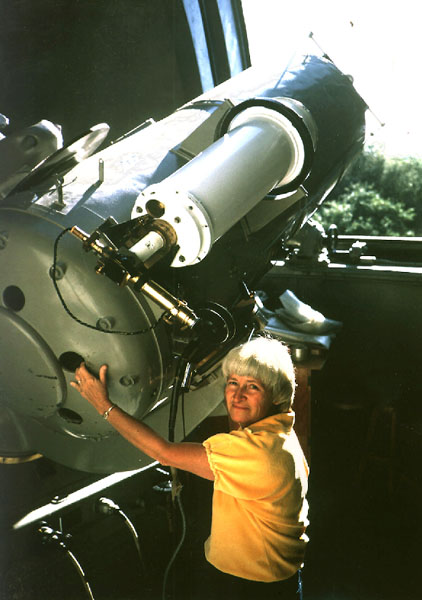
夫が撮影した、パロマー天文台18インチ望遠鏡の前のキャロライン・シューメーカー

キャロライン・ジーン・スペルマン・シューメーカー（英: Carolyn Jean Spellmann Shoemaker、1929年6月24日 - 2021年8月13日）は、ニューメキシコ州ギャラップ生まれのアメリカ人天文学者。1993年3月24日（現地時間）、夫のユージン・シューメーカー、アマチュア天体観測者ディヴィッド・レヴィとともにシューメーカー・レヴィ第9彗星を発見した。
父レナード、母ヘイゼルのスペルマン夫妻のもとに生まれる。カリフォルニア州チコ市立チコ高校を卒業、1950年、カリフォルニア工科大学に勤務していた兄リチャードの同居人だったユージン・シューメーカーと知り合い、翌1951年に結婚。一男二女に恵まれた。
個人での彗星の最多発見記録を持っている。結婚まで天文学の知識はなかったが、50代になり子供たちが育って余裕のできた1980年から、カリフォルニア工科大学のパロマー天文台で夫と共に地球近傍小惑星や彗星の観測を始めた。1980年代から90年代にかけて、同天文台で撮った広域写真を立体視することにより、恒星に対して移動している星を探した。
1997年7月18日、オーストラリア・アリススプリングス付近でクレーターの調査中に、乗っていた車の衝突事故により夫のユージンを失う。キャロラインは肋骨を折る重傷を負ったが助かった。
2002年までに、32の彗星と800を超える小惑星を発見している。北アリゾナ大学から名誉科学博士号（1990年）を、歴史学と政治科学の修士号はチコ州立大学（現カリフォルニア州立大学チコ校）からそれぞれ授与された。

## 栄誉栄典
1996年にアメリカ航空宇宙局から「Exceptional Scientific Achievement Medal」を授与された。また1998年には亡き夫と連名でジェームズ・クレイグ・ワトソン・メダルを受賞した。
小惑星 (4446) キャロラインはキャロライン・シューメーカーに献名された。